# Christiane Schneider
Christiane Schneider née le 8 août 1948 à Hambourg est une femme politique allemande membre du parti Die Linke. De 2008 à 2020, elle est députée au parlement régional de Hambourg.

## Biographie
Elle suit une formation de typographe. Jusqu'à la fin de 2010, elle est directrice générale de la petite maison d'édition hambourgeoise GNN, où elle publie les magazines Local, Reports et Prisoner Info pour les proches des terroristes emprisonnés  de la Fraction armée rouge. En raison de cette activité, le chef de l’Office fédéral de protection de la constitution à Hambourg  reproche à Christiane Schneider, dans le magazine de la ZDF ML Mona Lisa, le 23 octobre 2005, de justifier des actions terroristes. Christiane Schneider porte plainte pour allégations mensongères auprès du tribunal administratif de Hambourg. Il a rendu un jugement le 11 octobre 2006, en lui donnant raison : les déclarations n'étaient pas étayées par des éléments factuels, et par conséquent diffamatoires.

## Politique
Christiane Schneider est entrée en politique par le biais de l'Union socialiste Allemande des étudiants en 1967.
Elle est ensuite membre active de la Ligue Communiste de l'Allemagne de l'Ouest (KBW), un parti maoïste, dans les années 1970. Elle s'est présentée, sous cette étiquette comme candidate aux élections fédérales de 1976. Lorsque la KBW s'est scindée en 1980, elle rejoint le Bund Westdeutscher Kommunisten (BWK), un autre parti d'extrême-gauche ultra-minoritaire, nouvellement fondé. Aux élections fédérales de 1983, elle s'est présentée pour le BWK à la troisième place sur la liste de l'État de Basse-Saxe.
En 1994 puis de 2002 à 2006, Christiane Schneider est porte-parole d'État du Parti du socialisme démocratique à Hambourg, sous l'étiquette duquel elle se présente aux élections fédérales de 1994 et aux élections ultérieures. Elle milite pour un système de détention des mineurs avec une loi distincte de celle des détenus majeurs et des référendums qui n'aient pas uniquement une valeur consultative. Dans une interview, elle défend le respect de la Convention des Nations Unies sur les travailleurs migrants afin de protéger les migrants, y compris ceux qui n'ont pas de titre de séjour en Allemagne. Début 2020, elle plaide pour l'accueil à Hambourg des réfugiés installés en Grèce sur l'île de Lesbos, et en particulier des enfants.
En 2008, lors des élections du parlement de Hambourg, Christiane Schneider, qui avait été choisie comme porte-parole du parti Die Linke en 2007, s'est présentée sous cette étiquette dans la 11e circonscription. Elle est ensuite élue au parlement de l'état. Lors des élections législatives anticipées à Hambourg en 2011, Christiane Schneider s'est présentée à la troisième place sur la liste départementale du Parti Die Linke et a été réélue. Elle est vice-présidente du groupe parlementaire et responsable parlementaire du groupe parlementaire ainsi que rapporteur sur les questions de politique intérieure et de justice. Ses centres d'intérêt sont le respect des droits fondamentaux et la démocratie.
Lors des élections d'État à Hambourg en 2015, Christiane Schneider est réélue dans la 1re circonscription de Hambourg. Elle ne s'est pas présentée aux élections nationales de 2020.

## Critique
En avril 2008, elle est critiquée en assimilant indirectement le dalaï-lama au leader révolutionnaire iranien l'ayatollah Khomeiny lors d'un débat parlementaire sur le conflit au Tibet : « Au cours des dernières décennies, la société mondiale n'a pas eu de bonnes expériences avec des chefs religieux qui se sont imposés en politique en tant que représentants de l'opposition sociale. Je me souviens de Khomeiny, par exemple ». Elle critiquait ainsi la position d'un parti écologiste qui prônait une solidarité inconditionnelle avec le Tibet.
Lors des élections législatives anticipées à Hambourg en 2011, Christiane Schneider s'est présentée à la troisième place sur la liste départementale du Parti die Linke. Dans un reportage tourné à l'occasion de cette élection, le magazine politique Report Mainz, de la Südwestrundfunk accuse Christiane Schneider son manque de distance avec la violence d'extrême gauche.